# 愛知タイヤ工業

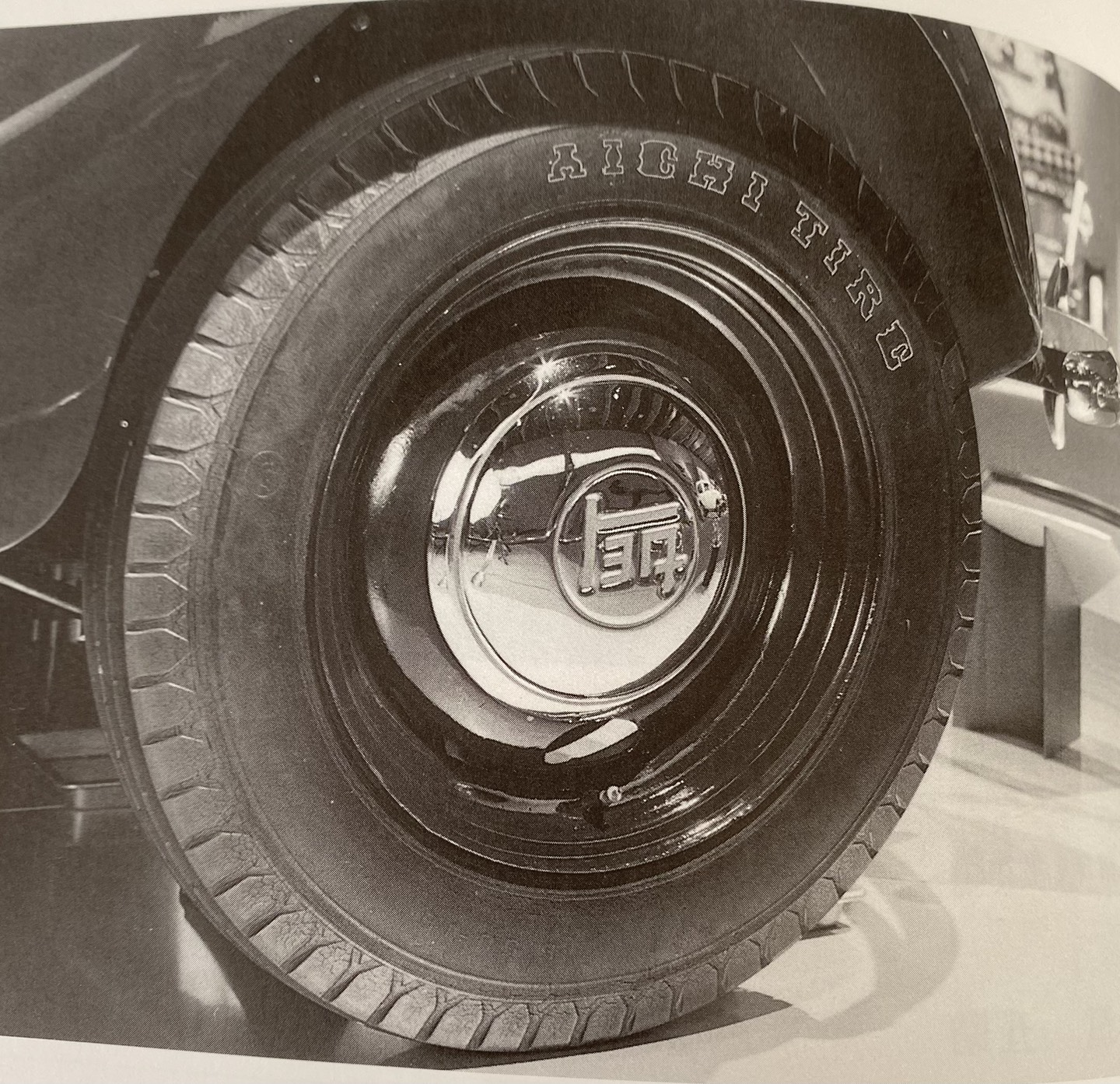
トヨタ博物館に展示されているAC型セダンに装着されていた愛知タイヤ製タイヤ(愛知タイヤ50周年誌「轍」より)

愛知タイヤ工業株式会社（あいちタイヤこうぎょう、英: Aichi Tire Industry Co.,Ltd.）は、愛知県小牧市大草に本社を置く産業車両用ニューマチック型クッションタイヤ（ノーパンクタイヤ）を製造する日本のメーカー最大手

## 概要
1942年（昭和17年）創立。1961年（昭和36年）に産業車両用ニューマチック型クッションタイヤ（ノーパンクタイヤ）を開発、生産を開始し、フォークリフトをはじめ各種産業車両用タイヤに採用され、現在までに国内・世界約30カ国に輸出
2011年10月に本社を名古屋市昭和区から小牧市大草に移転
2017年3月に横浜ゴムの完全子会社となる。

## 沿革
- 1942年（昭和17年） - タイヤ再生修理業者18社の企業合同により、名古屋市内に設立　初代 代表取締役に所米造が就任（7月）
- 1943年（昭和18年） - トヨタAC型にタイヤが装着される
- 1945年（昭和20年） - ２代目代表取締役に井上二男が就任（5月）
- 1947年（昭和22年） - ３代目代表取締役に殿垣五助が就任（5月）
- 1948年（昭和23年） - 商工省再生タイヤ指定工場となる
- 1959年（昭和34年） - 春日井市勝川に春日井工場を建設
- 1960年（昭和35年） - 本社を名古屋市昭和区鶴舞に移転
- 1961年（昭和36年） - 産業車両用ニューマチック型クッションタイヤ“ノーパンクタイヤ”を開発 『スタンダード』の生産を開始
- 1965年（昭和40年） - 『ユニークタイヤ』実用新案登録
- 1967年（昭和42年） - 春日井市田楽町に新工場を建設、春日井工場を移転
- 1969年（昭和44年） - 名古屋中小企業投資育成株式会社の資本参加資本金6千万円に増資
- 1970年（昭和45年） - 『キャリーエース』生産開始
- 1971年（昭和46年） - 米国バンダグ社と独占販売契約　バンダグ方式更生タイヤの生産開始
- 1972年（昭和47年） - 小牧市大字大草に小牧工場を建設、『ボールフレキシブルラバージョイント』の生産開始
- 1976年（昭和51年） - 東京都港区新橋に東京支店開設
- 1978年（昭和53年） - 産業車両用ソリッドタイヤの生産を開始、『ソフトーン』の生産開始
- 1979年（昭和54年） - ４代目代表取締役に安藤修一が就任（８月）春日井精練工場を新設操業、『カラータイヤ』生産開始
- 1985年（昭和60年） - ５代目代表取締役に若杉勉が就任（８月）
- 1988年（昭和63年） - 『筒型ジョイント』・『ゴムシュー』・『ゴムクローラー』生産開始
- 1991年（平成3年） - 小牧事業所内に新しい物流拠点を設立、小牧ロジスティクスセンターを開設、春日井工場に『ユニトピア』を新設
- 1993年（平成5年） - 愛知タイヤ50周年誌「轍」を発行
- 1994年（平成6年） - 日東化工（株）と共同出資で『（株）愛東』設立
- 1995年（平成7年） - ６代目代表取締役に金住新一が就任（8月）
- 1999年（平成11年） - 資源有効利用のため廃タイヤリサイクル生産開始
- 2000年（平成12年） - 『廃タイヤ破砕プラント』を設立
- 2001年（平成13年） - ７代目代表取締役に水野勲が就任（4月）
- 2002年（平成14年） - 春日井工場新事務所設立
- 2003年（平成15年） - ISO14001取得
- 2005年（平成17年） - ISO14001更新（ISO2004バージョンへ移行）・ 日本国際博覧会にてトヨタ自動車が出展した、未来型パーソナルモビリティi-unitのタイヤに採用される
- 2007年（平成19年） - 東京事業部移転（1月）、環境事業部移転（7月）
- 2009年（平成21年） - ８代目代表取締役に長瀬正義が就任（３月）
- 2011年（平成23年） - 新本社屋を小牧市大草に建設　本社を現在地に移転（10月）
- 2014年（平成26年） - 日東化工（株）との合弁を解消し『（株）愛東』 解散
- 2017年（平成29年） - 横浜ゴムによる完全子会社化発表（1月）・子会社化完了（3月）・９代目代表取締役に黒川泰弘が就任（4月）
- 2019年（令和元年） - ISO9001：2015の認証を取得（5月）
- 2020年（令和2年） - 小牧工場でノーパンクタイヤ新ライン稼働（4月）
- 2021年（令和3年） - １０代目代表取締役に森昌弘が就任（1月）
- 2022年（令和4年） - 創立80周年（7月）M-SNOWを改良し、M-SNOW PLUS発売開始（10月）
- 2023年（令和5年） - １１代目代表取締役に武田直樹が就任（4月）80周年式典を開催 （4月）東京倉庫を春日部市に移転し春日部物流センターとする（6月）

## 製品
ニューマチック型クッションタイヤ(ノーパンクタイヤ)
- ME
- SP
- M-CA
- カラー
- M-SNOW
- 耐油
- E-Cushion

- プレスオン・キュアオン式ウレタンタイヤ(ソリッドタイヤ)

- プレスオン・キュアオン式ラバータイヤ(ソリッドタイヤ)
- プレスオン・キュアオン式ＡＧＶ用ソリッドタイヤ

- SBジョイント　ボールフレキシブルラバージョイント
- 耐油ジョイント
- ATジョイント

## 事業所
- 本社（愛知県小牧市大字大草字年上坂5827-1）
- 春日井工場（愛知県春日井市田楽町字大坪1108）
- 小牧工場（愛知県小牧市大字大草字年上坂5827-1）
- 小牧物流センター（愛知県小牧市大字大草字年上坂5827-1）
- 東日本営業 G（埼玉県さいたま市浦和区高砂2-13-19　浦和第二大栄ビル3階）
- 春日部物流センター（埼玉県春日部市豊野町2-30-11）

## 関連会社
- 横浜ゴム株式会社（The Yokohama Rubber Co., Ltd.）

## 脚註
1. ↑  横浜ゴム、産業車両タイヤメーカー買収日本経済新聞 2017年1月6日